# 青藤之恋
青藤之恋是由武汉荟友网络科技有限公司開發的一款在線約會移動應用程序以及微信小程序。青藤之戀要认证用戶的学历後，用戶才能使用該移動應用程序。

## 歷史
2019年8月，青藤之恋APP推出。2022年，青藤之恋与优酷联合打造恋爱综艺《没谈过恋爱的我》。截至2022年第一季度，青藤之恋的用户规模突破1800万。
有人付費開了青藤之恋會員後在黑猫投诉平台投訴青藤之恋的会员功能鸡肋、開通會員後依然有限制、服务費用高、退费难、誘導消費等問題。